# Jamaicanos de ascendência africana
Jamaicanos de ascendência africana ou afro-jamaicanos são cidadãos da Jamaica cuja ascendência repousa na África, especificamente África Ocidental.
Os primeiros africanos chegaram à Jamaica em 1513, procedentes da Península Ibérica, para onde eram enviados por  traficantes espanhóis e os portugueses atuantes na África Ocidental. Até o início dos anos 1690 a população era composta por brancos e negros em igual proporção.[carece de fontes?]
Os negros africanos  trabalhavam como criados, vaqueiros, pastores de gado, bem como caçadores. Quando os ingleses capturaram a Jamaica em 1655, muitos deles -  que haviam lutado ao lado dos espanhóis, sendo por isso libertados - fugiram para as montanhas, resistindo aos britânicos por muitos anos para manter a sua liberdade, tornando-se conhecida como Maroons (em português, quilombolas).[carece de fontes?]

## Afro-jamaicanos notáveis
- Bob Marley
- Lee "Scratch" Perry
- Peter Tosh
- Bunny Wailer
- Big Youth
- Jimmy Cliff
- Dennis Brown
- Desmond Dekker
- Beres Hammond
- Beenie Man
- Shaggy
- Grace Jones
- Shabba Ranks
- Buju Banton
- Sean Paul
- I Wayne
- Capleton
- Bounty Killer
- Black Uhuru
- Third World Band
- Inner Circle
- Chalice Reggae Band
- Fab Five
- Morgan Heritage
- Marcus Garvey
- Ricardo Gardner